# Boveycantharis desertlcola
Boveycantharis desertlcola es una especie de coleóptero de la familia Cantharidae.

## Distribución geográfica
Habita en Jordania.